# Datta Khel
Datta Khel ist ein Dorf im Nord-Westen Pakistans. Es liegt in Nordwasiristan in der Provinz Khyber Pakhtunkhwa unweit der Grenze zu Afghanistan und zur Stadt Miranshah.

## Geschichte
1895 errichteten die britischen Kolonialherren während des Aufbaus der North Waziristan Agency einen militärischen Außenposten der Garnison von Miranshah in Datta Khel. Lokale Stämme belagerten den Außenposten im Jahr 1942 und eroberten ihn 1948, wurden jedoch von den Briten durch Luftschläge wieder vertrieben.
In dem Dorf wurde im September 2010 der mutmaßliche Al-Qaida-Chef für Afghanistan und Pakistan, Sheikh Fateh, durch einen US-amerikanischen Drohnenangriff getötet.
Am 17. März 2011 wurden bei einem US-amerikanischen Luftangriff auf Sherabat Khan Wazir, einen ranghohen Talibankommandaten unter Hafiz Gul Bahadur, 44 Menschen getötet. Der Angriff sorgte für öffentliche Empörung in Pakistan.
Am 11. Juli 2011 starben bei einem US-amerikanischen Drohnenangriff auf ein Fahrzeug etwa fünf Insassen. Kurz danach wurden bei einem Drohnenangriff auf ein Gehöft bis zu 20 Menschen getötet.